# Dan Collette (Fußballspieler)
Daniel "Dan" Collette (auch Dany Collette) (* 2. April 1985) ist ein ehemaliger luxemburgischer Fußballspieler.

## Karriere

### Verein
Der Stürmer spielte bis 1999 in der Jugend des FC Orania Vianden und wechselte in die Nachwuchsabteilung des FC Bitburg. Nach drei Jahren in Deutschland folgte der Wechsel zu Swift Hesperingen und die ersten Spiele im Seniorenbereich. In der Saison 2003/04 trat er mit der luxemburgischen U19-Nationalmannschaft in der deutschen A-Junioren "Regionalliga Südwest" an und belegte dort den 10. Platz. Es folgten zwei weitere Jahre bei Swift Hesperingen in der Nationaldivision, ehe er 2006 zum luxemburgischen Rekordmeister Jeunesse Esch wechselte. 2010 wurde er erstmals luxemburgischer Meister und nahm 2010/11 an der Champions-League-Qualifikation teil. Insgesamt bestritt er neun Europapokalspiele für Jeunesse Esch. Zur Saison 2014/15 wechselte er zum FC 72 Erpeldingen in die Ehrenpromotion. Er spielte nur eine Saison in Erpeldingen, im Sommer 2015 wechselte er zum FC UNA Strassen. Nach insgesamt 256 Spielen und 28 Toren in der BGL Ligue beendete er im Dezember 2017 seine aktive Karriere.

### Nationalmannschaft
Von 2004 bis 2013 war er luxemburgischer Nationalspieler und bestritt 32 Länderspiele (0 Tore). Auch in diversen Jugendauswahlmannschaften kam er zum Einsatz und erzielte in elf Spielen ein Tor.

## Erfolge
- Luxemburgischer Meister: 2010
- Luxemburgischer Pokalsieger: 2013